# Каракала
Марк Аврелий Север Антонин Август (на латински: Marcus Aurelius Severus Antoninus Augustus), роден като Луций Септимий Басиан (на латински: Lucius Septimius Bassianus) е римски император през периода 211 – 217 г., член на династията на Северите. Първоначално управлява заедно с брат си Гета, но скоро го убива и започва самостоятелно управление, явяващо се повратна точка в историята на Римската империя - утвърждава се тенденцията да съществува в обстановка на непрекъсната гражданска война, дълбок сепаратизъм и постепенно християнизиране и варваризация, настъпила със срива на завоевателните инициативи на римляните, в резултат на западането на робовладелството в Рим.
Неговият прякор Каракала идва от качулатите туники „Caracalla“ (вид ямурлук), каквато носел сам и ги раздавал на народа.

## Ранни години
Басиан, по-късно станал известен като Каракала, е роден в Лугдунум (дн. Лион) през 188 г., в семейството на бъдещия император от либийски произход Септимий Север и сирийката Юлия Домна, дъщеря на жреца на местното божество Хелиогабал. Когато през 193 г. Север се впуска в борбата за императорска власт, неговият едва 8-годишен син получава ранг цезар (ок. 195 – 196 г.), приема официалното тронно име Антонин (сякаш е част от Антонините) и придружава баща си през повечето време. След като в четиригодишна гражданска война, Септимий Север окончателно утвърждава властта си над цялата империя, той издига сина си в съимператор с титлата август (198), а на по-младия си с една година син Гета дава ранг цезар. Двамата братя, определени за наследници на държавата в толкова ранна възраст, че могат да възприемат единствено територията й, като своя бъдеща собственост, а не народа, като общност към която ще им бъдат делегирани отговорности, жестоко и непримиримо се намразват. От мило и весело дете, августът постепенно се превръща в зъл юноша.
Провален е и бракът на младия престолонаследник. През 202 г.  Антонин е сгоден за Фулвия Плавцила, дъщеря на преторианския префект Плавциан. Августата му ражда дъщеря (името ѝ не е известно) през 204 г., но след година баща й е екзекутиран по обвинение в заговор, а тя самата, заедно и брат си и детето си - пратена в изгнание на остров Липари, край Сицилия. Антонин и Фулвия се развеждат, а по-късно тя е убита по негова заповед. Нататък остава неженен.

### Убийството на Гета
Гета е фаворизиран от Септимий Север и това допълнително настройва брат му против него. През 208 – 211 г. братята придружават императора в похода му срещу скотите и пиктите в Британия. Каракала показал острия си нрав в скандали с баща си и брат си, заплашвайки дори да ги убие. Огорчен, старецът съвсем се поболява и скоро умира, завещавайки им властта със заръката да бъдат щедри с армията и да не се карат.

След края на похода в Британия братята получават титлата „Британски“ (Британик), завръщат се в Рим поотделно, празнуват два отделни триумфа, а дворецът на Палатин е разделен на две части, с два отделни входа. Всеки прави опити да отрови другия, но безрезултатно. Двамата усилено привличат съмишленици и въпреки опитите на майка им Юлия Домна да ги помири, те се готвят да поделят империята - за Каракала - Западът, за Гета - Изтокът. При един от поредните опити на Юлия Домна да сдобри синовете си, Каракала, разгневен от думите на по-малкия си брат, решава да го ликвидира - нарежда на хората си да го съсекат или дори сам вади скрит меч и го убива, впоследствие представяйки това като самозащита. Подкупва преторианците с по 2500 драхми на човек. По думите на древните историци за ден изхарчва събраното от Септимий Север, в течение на цялото му управление.
Гета е официално обожествен.  По този повод Каракала казва: „Нека да е божествен, стига само да не управлява“. Същевременно почиталите брат му приживе са безпощадно репресирани, над 20 хиляди души, главно сенатори и знатни, са убити по мъглявото обвинение, че са „приятели на Гета“. Юристът Папиниан, когото императорът натоварва със задачата да измисли юридическо оправдание за това, отказва да му съдейства и също е екзекутиран.
Каракала почита богинята на плодородието и любовта Изида и други източни култове. Известен е като суеверен човек, вярващ в знамения и непрекъснато допитващ се до гадатели и астролози.

## Самостоятелно управление

### Вътрешна политика
Каракала дава големи правомощия на майка си Юлия Домна, а той самият се отправя на военни походи срещу племената по Рейн и Дунав. В изпълнение на завета на Септимий, който го посъветвал да обръща внимание единствено на интересите на армията, а останалото - да загърбва, Каракала се старае всячески да спечели и облагодетелства войниците. Макар и посредствен пълководец, той се прочува като неуморим войник, физически силен, въпреки дребния си ръст. Със суровия си начин на живот внушава на войниците, че „един от тях е на трона“. Добива голяма популярност, споделяйки тежкия им живот: в поход често върви пеша, редом с простите легионери, отказва всякакви удобства, храни се с войнишка дажба, дори копае окопи и работи наравно с тях. Варварите, а особено - германите, с които сключа мир също го харесват, още повече че той се старае да ги уподоби на външен вид и с поведението си. Според летописеца Херодиан, съвременник на събитията, той „често свалял римския плащ от раменете си и го сменял с германски дрехи; виждали го в плащ със сребърна везба, какъвто носят самите германи. Слагал си светли изкуствени коси и ги сресвал по германски...“. Въпреки неодобрението на римското благородничество, постепенно новата „варварска“ мода се разпространява сред народа, а тогата започва да се превръща в отживелица. За 5 години увеличава заплатите на войниците тройно.
За да спечели популярност сред масите, Каракала организира зрелища и раздавания, започва строежа на огромни бани в Рим. Величествените Бани на Каракала, най-големите в Античността, всъщност представляват цял развлекателен комплекс, включващ освен разнообразни бани и басейни също и театър, библиотека, одеон, спортни площадки, магазини.

### Едикт на Каракала (212 г.)
Поради разхищенията на императора финансите често не достигат. На оплакванията на Юлия Домна от това, императорът имал обичай да сочи меча си и да казва: „Докато държа това, нищо няма да ни липсва!“. Често биват екзекутирани и ограбвани богати граждани, съдени по скалъпени обвинения. Същевременно Каракала е много мнителен и склонен да подозира околните в заговори. По-късно, вече задушил опозицията в Сената и пълновластен господар, той си дава сметка, че конфискациите и увеличените данъци не подобряват финансите на страната. Вместо това, в нея постепенно настъпва сериозна финансова криза, породена от отлива на ценни метали към царство Партия, най-вече посредством увеличения търговски внос на редки и екзотични стоки от Изток. Усиленото монетосечене и девалвацията на денария (обезценил се на ок. 40 – 45% сребро) води до въвеждането на нова монета – двоен денарий, наречен „антониниан“ в чест на владетеля (всъщност само 1,5 пъти по-тежък от обикновения денарий), но и това излиза недостатъчно.
Финансовите трудности са донякъде преодолени с издаването на едикт, повеляващ, всички свободни жители на Римската империя да придобият статут на граждани – Constitutio Antoniniana (т.нар. Едикт на Каракала от 212 г.). Премахват се или влизат в процес на премахване другите по-нисши форми на гражданство в страната и различните типове право, прилагани според мястото, хората започват да се делят само на свободни и роби. Едновременно с това продължава да се развива системата на колоната - прототип на бъдещото закрепостяване. Освен това, макар и без изрично юридическо оформление, положението на поданиците на империята и преди това отдавна вече е много сходно - те са като цяло обезправени, спрямо миналите времена, а по-рано почитаният статут на гражданин на Рим - в значителна степен изпразнен от съдържание. Резултатите от едикта се тълкуват от населението, преди всичко като поредното увеличение на фискалното бреме и е смятан за една от главните причини за упадъка на градските центрове в държавата през III век, въпреки че по-късно е възприеман като победа на демокрацията.

### Войни в Европа
През 213 – 214 г. римляните воюват с карпи, язиги и с германските племена алемани по горното течение на Дунав и по река Рейн. В Югоизточна Дакия са построени серия от валове за защита от степните племена на североизток от Дунав. Отначало войната се развива благоприятно за римляните, но впоследствие когато германите като че започват да надделяват, Каракала, който разчита повече на коварство и измама, а не толкова на военните си умения, предпочита да купи мира с тях. Макар и да не постигнал реална победа и да е платил значителна сума, като откуп за благоразположението на варварите, той получава титлата „Германски“ (Германик), празнува триумф и се преизпълва с увереност като „Нов Александър“, сам убеден че му предстоят множество велики дела, подобни на постигнатото от Александър Македонски, чийто първи по-значим успех се явява умиротворяването и обединяването на тракийските племена и на елинските полиси на Балканите, което му се струва че добре е уподобил. Впоследствие той продължава по своему да върви по стъпките на древния владетел, от чието време го дели половин хилядолетие.

### Каракала в Римски Египет
През втората половина на управлението си Каракала се залавя с подготовка за нахлуване в източна посока - към Партското царство, заменило старинната Персия на Ахменидите. Той изпраща послание до сенаторите в Рим, в което твърди, че великият пълководец се е преродил в него. За похода, оформя кохорти въоръжени по подобие на македонска фаланга.
Преди войната решава да посети гробницата на Александър Велики, намираща се в Египет (самият Александър преди да замина за персийската граница, също отива в тази страна и там е провъзгласен за фароан и за превъплъщение на бог Дионис и основава град Александрия в Египет). През 215 г., когато е там, градът е един от най-големите в империята. Противно на Александър, който е приет с въодушевление и като освободител, Каракала е посрещнат с неприязън и подигравки. Научава, че местните пародират опитите му да се оприличи на древномакедонския цар, наричайки го „Александър Гетски“ (което е и намек за убийството на брат му Гета). Там той е по-скоро възприеман като един нов Нерон - дори се разпространяват слухове за неговото кръвосмешение с майка му, както за Нерон с Агрипина Млада. Каракала си отмъщава с погром над александрийците, в който загиват десетки хиляди хора. Кани местните младежите в цирка под предлог, че организира зрелища, и подлага събраните на поголовно клане, последвано серия разрушения и грабежи из града.

### Партска война
През 216 г. Каракала напада Партия. Скоро предлага мир и съюз, но преди да дочака отговора на владетеля Артабан IV, вероломно нахлува в Асирия, избива местната партска аристокрация и разрушава семейната гробница на Арсакидите в Арбела. В чест на успехите си приема титлата „Партски“. След връщането си в Сирия планира нов поход, но на 8 април 217 г. е убит от телохранителя Юлий Марциал, докато облекчавал естествените си нужди край един път близо до Каре (дн. Харан, Турция). Организаторът на заговора, преторианският префект Макрин, скоро след това е обявен за император.
Смъртта на Каракала е посрещната с ликуване сред народа и в Сената. За християните, които преследва, а и за повечето от жителите на империята, Каракала бил въплъщение на злото, дори - Антихристът, за което допринасят зловещият му външен вид, ранното му състаряване, неговата нервност и епилептичните му припадъци, както и гневливия му и похотлив характер. Но кончината му предизвиква и най-дълбока скръб у войниците, които дълго не искат да повярват в нея.